# Paul Verne
Pierre Paul Verne (ur. 25 czerwca 1829 w Nantes, zm. 27 sierpnia 1897 w Paryżu) – francuski pisarz i marynarz. Był bratem Jules’a Verne’a, któremu doradzał podczas pisania powieści o tematyce żeglarskiej. Ich wspólna podróż odbyta w 1867 roku na pokładzie parowca SS Great Eastern była inspiracją dla książki Pływające miasto.

## Dzieła
- 1873: Esquisses musicales
- 1874: Quarantième ascension française au mont Blanc
- 1881: De Rotterdam à Copenhague à bord du yacht à vapeur Saint-Michel[1]
- 1891: Esquisses musicales